# Immenhof - L'avventura di un'estate
Immenhof - L'avventura di un'estate è un film del 2019 diretto da Sharon von Wietersheim.

## Trama
In seguito alla morte del padre la sedicenne Lou gestisce il maneggio Immenhof insieme alla sorella maggiore Charly e alla minore Emmie. 
Un giorno, mentre sta conducendo i cavalli al pascolo, Lou ne trova uno impantanato in una palude e dopo averlo salvato con l'aiuto del suo amico Matz scopre che si tratta di Cagliostro, un purosangue da corsa di proprietà del signor Mallinckroth, ex socio di suo padre e proprietario di una famosa scuderia.
A causa di problemi economici, le sorelle rischiano di perdere il maneggio e sono così costrette a vendere il loro cavallo più prezioso, la giumenta Holly, a Mallinckroth. Nel frattempo all'Immenhof giunge da Berlino lo YouTuber Leon per scontare una condanna ai servizi civili. Sia lui che Matz sono innamorati di Lou. 
Lou si offre di aiutare Cagliostro a superare le sue paure e a farlo tornare un cavallo da corsa vincente. In cambio la ragazza chiede a Mallinckroth di riavere indietro Holly. Dopo un lungo ed impegnativo lavoro, Lou riesce nel suo intento, l'Immenhof è salvo e Leon torna a Berlino.

## Produzione
Le riprese si sono svolte dal 13 giugno al 16 agosto 2018 in Baviera, in Sassonia-Anhalt, nel Saarland e in Belgio. Le location delle riprese includevano lo Gut Schwaighof ad Allmannshofen il Peterhof a Perl-Borg e l'area di addestramento militare a Colbitz-Letzlinger Heide.

## Distribuzione
Il film è stato presentato in anteprima il 13 gennaio 2019 a Monaco, poi il film è stato distribuito nelle sale tedesche il 17 gennaio 2019 e in quelle austriache il giorno successivo.

## Sequel
Nel 2022 ne è stato realizzato un sequel: Immenhof - La grande promessa.